# Ферулов прангос
Феруловият прангос (Prangos ferulacea) е растение от семейство Сенникови, застрашен от изчезване вид в България, включен в Червената книга на България и в Закона за биологичното разнообразие.
Коренът му е вретеновиден и слабо разклонен. Стъблото е с височина 60 – 150 cm, като в основата е с диамет 1 – 2 cm. Листата му са голи и светлозелени, широкояйцевидни до яйцевиднотриъгълни или продълговотоелипсовидни и многократно перестонарязани. Приосновните му листа са с 30 – 40 cm дълги дръжки и до 50 – 80 cm дълга петура, в основата са разделени на 3 дяла, всеки 4 – 5 пъти перестонасечен. Крайните му дялове са линейни, ланцетнолинейни или почти нишковидни, с 1 жилка, на върха са късо заострени. Долните стъблови листа са с по-къси дръжки, а най-горните са приседнали, много по-дребни и по-слабо разчленени, с обхващащи стъблото влагалища. Сложните сенници са сс размери около 15 cm в диаметър, с 6 – 18 главни лъча, в основата с обвивка от линейноланцетни и ципести лисчета. Сенниците са широки около 1 cm. Венчелистчетата му са дълги около 1 mm, обратнояйцевидни или елипсовидни. Плодовете са дълги 10 – 25 mm, широки – около 10 mm, яйцевидни до елипсовидни, слабо страничносплеснати. Цъфти през май – юни и плодоноси през юни – август. Опрашва се от насекоми. Размножава се със семена.
Видът е разпространен в Италия и остров Сицилия, Румъния, България, Кавказ, Турция, Армения и Иран. В България се среща по Черноморското крайбрежие – Медни рид и Маслен нос, както и във Войнишки Бакаджик, до около 300 m н. в.